# شاون مولینس
شاون مولینس (انگلیسی: Shawn Mullins؛ زادهٔ ۸ مارس ۱۹۶۸) یک موسیقی‌دان اهل ایالات متحده آمریکا است.